# Android Automotive
Android Automotive, también conocido como Android Automotive OS o AAOS, es una variación del sistema operativo Android de Google, adaptada para su uso en los salpicaderos de los vehículos. Presentada en marzo de 2017, la plataforma fue desarrollada por Google e Intel, junto con fabricantes de automóviles como Volvo y Audi. El proyecto tiene como objetivo proporcionar una base de código del sistema operativo para que los fabricantes de vehículos desarrollen su propia versión del sistema operativo. Además de las tareas de infoentretenimiento, como la mensajería, la navegación y la reproducción de música, el sistema operativo pretende gestionar funciones específicas del vehículo, como el control del aire acondicionado.
A diferencia de Android Auto, Android Automotive es un sistema operativo completo que se ejecuta en el dispositivo del vehículo, sin depender de un smartphone para funcionar.
Android Automotive es un sistema operativo de código abierto y, como tal, un fabricante de automóviles puede utilizarlo sin los servicios de automoción de Google (GAS), que son una colección de aplicaciones y servicios (Google Maps, Google Play, Google Assistant, etc.) que los OEM pueden licenciar e integrar en sus sistemas de infoentretenimiento en el vehículo. Volvo, Ford y GM utilizan AAOS con GAS, mientras que Stellantis no obtuvo la licencia de GAS y utiliza Alexa y TomTom.

## Historia
El sistema operativo fue anunciado por primera vez por Google en marzo de 2017.
En febrero de 2018, Polestar (la marca de Volvo para coches eléctricos de alto rendimiento) anunció el Polestar 2, el primer coche con Android Automotive incorporado. El Polestar 2 con Android Automotive está disponible desde julio de 2020.
En septiembre de 2018, la Alianza Renault-Nissan-Mitsubishi anunció una asociación tecnológica para integrar el sistema operativo Android Automotive en los vehículos del grupo a partir de 2021.
En abril de 2019 Google abrió las APIs de la plataforma para que los desarrolladores comenzaran a desarrollar aplicaciones para Android Automotive.
En septiembre de 2019, General Motors anunció que utilizará Android Automotive en sus sistemas de infoentretenimiento de sus coches a partir de 2021.
En julio de 2020, Stellantis (antes Groupe PSA y FCA Group) anunció que sus sistemas de infoentretenimiento utilizarían Android Automotive OS, a partir de 2023.
Algunos vehículos del grupo, como el Dodge Durango y el Chrysler Pacifica de 2021, ya utilizan el Uconnect 5 basado en Android Automotive, sin los servicios de Google Automotive (GAS).
En febrero de 2021, Ford anunció una asociación con Google que llevaría Android Automotive a los vehículos Ford y Lincoln, a partir de 2023.
En mayo de 2021, Lucid Motors reveló que el Lucid Air utilizaba Android Automotive para su sistema de infoentretenimiento, pero sin los Google Automotive Services (GAS).
En septiembre de 2021, Honda anunció que utilizaría el sistema operativo Android Automotive de Google en sus coches a partir de 2022.
En junio de 2022, BMW anunció que ampliará su sistema operativo BMW 8 e integrará Android Automotive en determinados modelos, a partir de marzo de 2023.

## Vehículos con Android Automotive (con GAS)
- Polestar 2
- Polestar 3
- Polestar 4
- Polestar 5
- GMC Hummer EV
- 2022+ GMC Sierra
- 2022+ GMC Yukon
- 2022+ Chevrolet Tahoe
- 2022+ Chevrolet Suburban
- 2022+ Chevrolet Silverado[15]
- Chevrolet Silverado EV
- Cadillac Lyriq[16]
- Renault Austral
- Renault Mégane E-Tech Eléctrico[17]
- Volvo XC40 Recharge
- Volvo C40
- 2022+ Volvo S90, V90, V90 Cross Country
- 2022+ Volvo XC60
- 2023+ Volvo XC90
- 2023+ Volvo S60, V60, V60 Cross Country
- 2023+ Volvo XC40

## Vehículos con Android Automotive (AOSP, sin GAS)
- Rivian R1T
- Rivian R1S
- Lucid Air
- Lynk & Co 01
- 2022+ Maserati Ghibli, Levante, Quattroporte
- 2021+ Dodge Durango
- 2021+ Chrysler Pacifica